# Ahr
|  | Ahr er også en flod i Tauferer Ahrntal i den sydlige del af Alperne |
Ahr er en flod i de tyske delstater Nordrhein-Westfalen og Rheinland-Pfalz, og en af Rhinens bifloder fra venstre med en længde på 86 km. Den har sit udspring i en højde på 520 meter over havet i Blankenheim i Eifelbjergene, i kælderen på et bindingsværkshus nær slottet i Blankenheim. Efter 18 km krydsar den grænsen fra Nordrhein-Westfalen og Rheinland-Pfalz.
Ahr løber gennem byerne Schuld, Altenahr og Bad Neuenahr-Ahrweiler. Mellem Remagen og Sinzig (syd for Bonn) omkring 50 meter over havet, munnder den ud i Rhinen. Ahr har et fald på 0,4 % i det nedre område og 0,4-0,8 % i den øvre del.
Ahr og dens bifloder afvander den østlige del af Eifel, og har et afvandingsområde på cirka 900 km². Ahr har disse tilløb (fra udmundingen til kilden): Harbach, Hellenbach, Bachemer Bach, Leimersdorfer Bach, Liersbach, Vischelbach, Sahrbach, Kesselinger Bach, Armuthsbach, Dreisbach, Eichenbach, Adenauer Bach, Trierbach og Ahbach.

## Oversvømmelserne juli 2021
Ahr og dens bifloder var det hårdest ramte område under oversvømmelseskatastrofen i 2021, hvor mindst 184 mistede livet i Tyskland.